# Cerace
Cerace là một chi bướm đêm thuộc phân họ Tortricinae của họ Tortricidae.

## Các loài
- Cerace anthera Diakonoff, 1950
- Cerace charidotis Razowski, 1992
- Cerace cyanopyga Diakonoff, 1950
- Cerace diehli Buchsbaum & Miller, 2002
- Cerace euchrysa Diakonoff, 1974
- Cerace ios Diakonoff, 1941
- Cerace lemeepauli Leme, in Leme & Tams, 1950
- Cerace loxodes Meyrick, 1912
- Cerace malayana Diakonoff, 1970
- Cerace myriopa Meyrick, 1922
- Cerace onustana Walker, 1863
- Cerace sardias Meyrick, 1907
- Cerace semnologa Diakonoff, 1976
- Cerace stipatana Walker, 1863
- Cerace tetraonis Butler, 1886
- Cerace vietnamna Kawabe, 1993
- Cerace xanthocosma Diakonoff, 1950
- Cerace xanthothrix Diakonoff, 1950